# 8. Sinfonie (Butting)
Die Sinfonie Nr. 8 op. 84 mit Beinamen „Die Urlaubsreise“ ist ein Werk des Komponisten Max Butting aus dem Jahr 1952. 

## Stilistische Stellung
Das überwiegend heitere Werk wurde bewusst als Kontrast zu den konfliktgeladenen vorherigen Sinfonien des Komponisten konzipiert. Buttings Biograph Dietrich Brennecke bemerkte dazu: „Nach all dem Vorangegangenen wollte er nun mit leichter Hand, vorerst zum eigenen Vergnügen, seine Pastorale formen; die Anregungen dazu, seelische Geladenheit und Schaffenslust brachte er von einer schönen sommerlichen Wanderung durch Thüringen mit nach Hause.“

## Besetzung
2 Flöten, 1 Piccoloflöte, 2 Oboen, 1 Englischhorn, 2 Klarinetten in B, 1 Altsaxophon in Es, 1 Bassklarinette in B, 2 Fagotte, 2 Hörner in F, 3 Trompeten in C, 3 Posaunen, Kontrabasstuba, Pauken, Schlagzeug (Xylophon, Glockenspiel, 2 Tomtoms, Triangel, Kleine Trommel, Große Trommel, Becken), Violinen I und II, Bratschen, Violoncelli, Kontrabässe.

## Das Werk
Während die Sinfonie Nr. 8 im Gesamtkontext von Buttings Werk nur eine von vielen leichteren Kompositionen darstellt, steht sie doch im Sinfonieschaffen des Komponisten ziemlich isoliert da. Sie ist formal einfacher und mit ihrer Gliederung in vier Sätze auch traditioneller angelegt als die sehr komplex gebauten  Sinfonien Nr. 7 und Nr. 9. Verglichen mit dem Vorgänger- und dem Nachfolgerwerk fallen weiterhin die deutlich weniger dissonante Harmonik und eine schlichte, an Hanns Eislers „Neue deutsche Volkslieder“ erinnernde Melodiebildung auf. Auch ist die Satztechnik im Gegensatz zu vielen anderen Werken des eher linear denkenden Max Butting hier über weite Strecken akkordisch. Die Spieldauer beträgt ungefähr 25 Minuten.
Die Sinfonie folgt keinem außermusikalischen Programm. Zu ihrem Titel äußerte sich der Komponist in einer der Partitur beigegebenen Vorbemerkung folgendermaßen: „Eine Vergnügungsreise oder Landpartie wollte ich nicht schildern; Anlaß waren mir vielmehr einige Situationen, von denen ich annehme, daß sie jeder kennt, der einmal Urlaub nach längerer anstrengender Arbeit gemacht hat.“

### 1. Satz: Allegro
Buttings Vorwort zufolge charakterisiert der erste Satz „die draufgängerische Unternehmungslust, mit der man in seinen Urlaub stürmt und zu allerlei Taten und Spielereien aufgelegt ist, bis sich erste Beruhigung einstellt.“ Er beginnt und endet mit einem markanten Fanfarenmotiv. Das Geschehen wird überwiegend von lebhaften 6/8-Takt-Rhythmen geprägt, gegenüber denen thematische Konturen oft in den Hintergrund treten. Die Verarbeitung des Materials geschieht eher spielerisch, zu Konflikten kommt es kaum. In der Form lehnt sich der Satz an die Sonatenhauptsatzform an. Vor der Reprise schiebt der Komponist einen Allegretto-Teil im ¾-Takt ein, der sich schließlich zum Quasi Presto beschleunigt. Es spricht für die lockere Anlage der ganzen Sinfonie, dass dieser Abschnitt (110 von 335 Takten) mit Ad libitum gekennzeichnet ist und somit nach Belieben der Interpreten auch weggelassen werden darf. 

### 2. Satz: Allegretto
Der zweite Satz ist ein Scherzo im 2/4-Takt. Er beginnt in e-Moll und endet in A-Dur. Als Mittelteil dient ein Animato, in welchem der Takt stark wechselt. Nach Butting „herrscht [in diesem Satz] das Gefühl einer sorglosen, behaglichen Fröhlichkeit.“

### 3. Satz: Lento
Als wohl bedeutendster Teil der Sinfonie kann der langsame dritte Satz (c-Moll) gelten. Er unterscheidet sich in seiner düsteren Grundstimmung erheblich vom Rest des Werkes und zeigt auch deutlicher stilistische Übereinstimmungen früheren Sinfonien Buttings, besonders der sechsten. Der Komponist selbst erläuterte: „Ich glaube nicht, daß man in einem echten Urlaub ernsten Stunden, in denen man mit sich selbst zu Rate geht, ausweichen kann, und fährt man auf der Reise gar am Lager Buchenwald vorbei, dann – ja, dann kann das einen Komponisten sogar veranlassen, darüber aus dem Urlaub musikalisch sehr ernst zu schreiben.“ Der Satz beginnt mit einem linear geführten Abschnitt in Holzbläsern und Altsaxophonen, der im Wesentlichen das Grundmaterial der ganzen späteren Entwicklung darstellt. Ein wichtiges Nebenelement bildet ein wuchtiges Viertonmotiv mit zwei aufstrebenden Sextensprüngen, das zuerst in Hörnern und Posaunen erscheint. Später treten gelegentlich konduktartige punktierte Rhythmen hinzu. In der Satzmitte steigert sich die Musik zu einem Höhepunkt im fortissimo, in dem die Trauerstimmung mit Protestsignalen durchbrochen wird. Dasselbe passiert noch einmal am Ende des Satzes, bevor binnen zweier Takte die Dynamik rapide absinkt und das Lento im pianissimo ausklingt.

### 4. Satz: Allegro vivo
Am Beginn des letzten Satzes steht das gleiche Signalmotiv, das schon den Kopfsatz einleitete, es schließt sich das Viertonmotiv des dritten Satzes an. Auch das restliche motivische und thematische Material greift auf die vorherigen Sätze zurück und verbindet alles zu einem unbeschwerten, heiteren Finale, das kraftvoll in E-Dur ausklingt. Butting schreibt dazu: „Schließlich bleibt aber die Heimkehr: aller Elan der Befreiung vom Alltag, alle Fröhlichkeit, aller Ernst schaffen zusammen die neue Freude an der Weiterarbeit.“